# あゆまゆ
『あゆまゆ』は、シナリオ:しおたろう、原案・作画:鈴野哲次による日本の漫画。『月刊少年チャンピオン』（発行/秋田書店）にて、2006年12月号から2009年4月号まで連載。
高校生の兄と1つ年下の2人の妹を中心に展開する、シスコン系のラブコメである。主な舞台となる安城家の屋敷では大浴場での妹たちの会話シーンが挿入されることが多い。

## あらすじ
私立学園・南陽学園に入学した主人公・豊川陽介は、幼いころ離ればなれになり学園理事長の養女となった妹との悲願の再会を果たした。だが、そこには同じ境遇の女の子が2人おり、誰も当時のはっきりした記憶を持っていない。実の妹が誰かは分からなかったものの、陽介はその2人の少女たち・あゆと真由と義兄妹になる。凄まじい行動力を持ち、なおかつ大のシスコンでもある陽介は、自身や妹たちに降りかかるトラブルを解決したり、時には全力で2人を手助けしたりしていく内、次第に2人との絆を深めていく。そして真由もまた、陽介に恋焦がれるようになっていく。
そんな中、アメリカから陽介を愛する幼馴染の少女・小牧なゆが来日。それぞれの恋愛関係が次第に複雑化していく中、やがてあゆと真由の思いがけない出生の秘密が明かされる。いったいどちらが陽介の実の妹なのか。そして、陽介と結ばれるのは誰なのか…?

## 登場人物

### 安城家周辺
豊川陽介（とよかわ ようすけ）
主人公で南陽学園（なんようがくえん）高等部2年生。身長:171センチメートル、血液型:O型。両親を亡くし、妹とともに児童福祉施設で幼少期を過ごした。現在は理事長宅の敷地にある離れの一軒家に住まわせてもらっている。性格は猪突猛進型で変態（変態すぎて「妹GPS」ほか多数の常軌を逸した技を持つ）だが、成績は優秀である。当然ながら2人の妹を溺愛している。児童福祉施設を出た後一人で生きてきたため節約術に長けている他、サバイバル能力が非常に高い（大王イカすら一人で捕獲できる）。
回を追うごとに真由と絆を深め合い、やがては相思相愛となる。
終盤で「許されない恋ならば」と開き直った真由に無理心中の形で校舎の屋上から転落させられ、真由は自身が守ったため無傷だったがその時のショックで幽体離脱してしまう。猫の幽霊を除く周囲からは姿が見えないが、その寸前に見た夢の内容と、幽体の自身が触れることが可能であることからあゆが妹であることを思い出す。自身を思うみんなに満足して昇天しそうになるが、猫の幽霊と両親の霊によって現世に返され、復活する。その後はあゆと正式に自身の彼女となった真由に振り回されつつも、幸せな日々を送っている。
安城あゆ（あんじょう あゆ）
安城家の養女で南陽学園高等部1年生。身長:153センチメートル、血液型:O型。幼いころ陽介と同じ施設にいた。性格は勝ち気で少し無愛想。バスケットボールが得意である。陽介には何かと噛みついていたが少しずつ好意を持つようになってきた。料理が苦手で成績も芳しくなく、おまけに胸も背も小さい（バスケをしていて毎日牛乳を飲んでいるが功を奏していない）。頭頂の逆立った髪の毛はときどき感情に連動して動く。また、くすぐりが大層苦手。
終盤にて真由と陽介がキスをする姿を見て互いを独り占めされたと感じ、ショックを受けて家出し箱根に行く。しかし、追跡してきた陽介と真由に追い付かれ、二人を大好きになった本心を吐露し真由に謝罪する。
最終回で自身が陽介の実の妹であることを知り、その際はうっとうしがるも最終的にはたびたび遊んで貰う仲になった。
安城真由（あんじょう まゆ）
安城家の養女で南陽学園高等部1年生。身長:158センチメートル、血液型:O型。あゆとは同い年の義姉妹（真由が姉）。あゆ同様同じ施設から安城家に引きとられてきた。少し抜けているところはあるが、笑顔を絶やさない素直な女の子。陽介にも好意的であるが、それが家族愛なのか恋なのかは本人ですら判らない。Fカップ。また弦楽器の名手である。特にバイオリンが得意であり、凄まじい威力の音色を奏でる「真由 呪いのエチュード（まゆ のろいのエチュード）」も演奏可能。
高校の入学式の前の春休みにトラに襲われたところを陽介に助けられ（鎖でつないであったので事なきを得た）自分の気持ちに気付いた。それまでは陽介に対するあゆ・なゆの行動（またはその逆）に対して大抵の場合ほぼ無反応（表面上）だったが、それ以降ちょっとしたことで嫉妬するようになり、陽介に自分の気持ちをストレートに話すようになった。現在は陽介とは兄妹かどうか判明するのを恐れており（妹だったら陽介を諦めなければならないため）兄妹でなければいいと本気で思っている。過激な一面もあり、陽介が盗撮の疑いをかけられて無期限の停学処分となった際には彼の無実を訴えるべく包丁を取り出したり、自身とあゆが陽介と引き離された際には前述の「呪いのエチュード」で無言の威圧を行ったこともある。
終盤で実の兄が陽介ではなく、安城家に名乗り出た他の人物であることが判明。その後は正式に陽介の彼女として交際している。
安城勝貴（あんじょう かつたか）
私立南陽学園理事長であゆと真由の養父。陽介の事情を知り支援をするかと思えば、「娘たちについた悪い虫」扱いすることもしばしば。それをネタにした陽介とのどつき漫才っぽい展開もある。なお、目利きの能力は低レベル。最終回にて陽介を思う周囲の気持ちに心打たれたことで陽介の妹たちへの愛を認め、真実を話した。
安城里枝（あんじょう りえ）
勝貴の妻。『まゆとあゆのヒミツ』（2人の成績表とペンダントが入った箱）を隠したりするなど、重大な何かを知っているかもしれない謎多き人物。千佳があゆ・まゆの幼少からの写真を持っていることを陽介が知った時、初めてシリアス顔で「これは困ったことになったわね」とつぶやいた。実は陽介と妹たちの真相を唯一知っていたのだが、判明した時に陽介が彼女たちに振り回されることを予見しており、自身はその様子を楽しみながらも真相を隠しつつ静観していた。
たくじ
安城家の飼い犬。陽介との意思疎通ができるようになったが、彼とは仲が悪い。ファッション雑誌を読んでいる。
安城家SP室長
安城家のSPたちの室長。眼鏡をかけた黒髪の青年。陽介を真由から引き離そうとした勝貴の命令により、陽介に爆破トラップを仕掛けたことがある。

### その他
橘ユメ（たちばな ユメ）
あゆたちの友人。しっかり者だがミーハー。
野中楓（のなか かえで）
あゆたちの友人。一見明るい印象だが、相手のことを考えないストレートな爆弾発言や禁句をさらりと放つ。面白いことは好き。
ジュン
あゆの幼なじみの男の子で、あゆ以上に無愛想。真由に恋をしていて陽介から敵視されている。異性に気を遣う方ではなかったが、自身に芽生えた陽介への恋心に悩むあゆを心配したユメと楓の計らいにより、あゆとデートをした際には二人の指示もあって気配りを見せており、いい感じになったもののそれ以降の進展は特にない。
柴田（しばた）
南陽学園高等部2年生の元生徒会長にして安城家の家庭教師。あゆと真由に水泳を教えている。女子生徒にもてているが変態妄想詩人で、あゆに惚れている。陽介とは二度対決しているが、いずれも負けている。なお、2回目の対決の際に木の下敷きになっており、それ以降行方不明扱いのため、千佳に生徒会長の座を取って代わられた。
小牧なゆ（こまき なゆ）
陽介たちと同じ施設にいた女の子で、現在はカリフォルニアにある富豪の家庭の養女。かつて日本語がうまく話せないことと髪の色から（ハーフの可能性がある）いじめを受けていたのを陽介にかばってもらい、陽介に好意を持ち彼を訪ねようと日本にやってきた。その春に南陽学園に入学。日本では立派なマンションの一室に住んでいる。
非常に積極的な性格で、陽介に対しては施設時代の体験もあって恋心を抱いている。そのため彼とスキンシップを取るなどしてはあゆや真由を苛立たせることも少なくない。しかし、自身の真由への思いに気付いた陽介が身を引いたことで彼女も陽介に「真由と幸せになるように」と告げるも、失恋に涙をこぼしていた。
千佳（ちか）
ジュンの姉で、好奇心旺盛な性格。しかし、理枝の前では猫を被っている。南陽学園高等部3年生で生徒会長。カメラを持ち歩いている。
猫の幽霊
なゆの部屋に元からいた猫の幽霊で、各地の方言が混ざった訛で喋る。生前からこの能力を持っており、かつての飼い主に捨てられている。死後は地縛霊となって部屋に留まっていた。自身の過去の体験を引き合いにして自身を励ましてくれたなゆの発言に心打たれ成仏したかと思われたが、なゆに惚れこんで現世に残り、彼女を「ご主人」と仰ぐようになる。その一件以降は部屋から出て行動できるようになった他、彼女の恋愛相談にもよく乗る。幽霊のため生物に触れられないが、無生物には触れることが可能。
最終回では陽介の両親と関係があったことを匂わせており、彼らと共に陽介を現世に返ししつつ、自身はなゆのことを陽介に託して死後の世界へと去っていった。
香取（かとり）
あゆが道でぶつかって服に彼女のソフトクリームをこぼされた男性で、仲間からは「アニキ」「香取センパイ」と呼ばれる。喧嘩はかなり強く、陽介をあっさり倒せるほど。因縁をつけてあゆと真由を誘拐するが陽介の邪魔が入り、あゆの持っていた本物のサイレンに近い音のするおもちゃの音に騙され、警察が来たと誤解して仲間と共に逃げ出した。
オグチ
陽介が偶然遭遇した川の精。陽介の落としたコンパスを拾い、百均ものかブランドものかを選ばせるが無視され激怒。コンパスを川に捨てた。
板山昇 （いたやま のぼる）
ファッション雑誌のスカウトマンを装ってなゆをスカウトした人物。だがその目的は仲間と共にAVを撮影することであり、なゆを部屋に連れ込んで服を脱がそうとするが、彼女の危機を察知した陽介に仲間共々成敗される。
盗撮犯
南陽学園の清掃員に変装して盗撮を行っていた人物。陽介に激突されて自身の盗撮用デジタルカメラを落とし、それを拾った陽介が犯人の疑いをかけられる。汚名返上を図る陽介とあゆ・真由の作戦に引っかかり取り押さえられ、その際に服に隠した盗撮写真がこぼれ落ち、数々の余罪を認め逮捕された。
真由の兄
終盤にて登場。安城家に「妹に会わせて下さい」と名乗り出た青年。その正体は真由の実の兄であった。最終回前話からの登場時点から顔が伏せられていたが、結局顔は左横のアングルからしか見せていない。自家用のヘリコプターを所持しており、彼も富豪の家系である模様。
陽介の両親
陽介と妹（あゆ）が幼いころに事故死した彼ら兄妹の両親。父親は陽介に、母親は真由にそれぞれ似ている。最終回で昇天する陽介を現世に返した。その際、猫の幽霊と関係があることを匂わせた。

## 陽介の変態技
陽介は妹のことになると下記のような変態技を出すことが出来る。
妹GPS（いもうとジーピーエス）
妹を想う兄の強い思念を通信衛星GPSにぶつけることにより妹の現在位置を確認できるという変態兄貴にしか出来ない技。
妹セコム（いもうとセコム）
妹たちに近づく男性を監視する変態技。危険が迫ると教えてくれる。
妹エロウィルスバスター（いもうとエロウィルスバスター）
妹とのエロい妄想を脳内で強制終了する変態技。
妹コンパス（いもうとコンパス）
とある神社に向かう時に発動させた、コンパス不要の変態技。
妹チェンソー（いもうとチェンソー）
とある神社に向かう時に発動させた、チェンソー不要の変態技。手刀で大木をも一刀両断する。
妹熱伝導（いもうとねつでんどう）
高熱に浮かされる妹の熱を兄の愛でデコからデコへと移動させる変態兄貴のみが出来る究極の技。
妹GPS出張Version（いもうとジーピーエスしゅっちょうバージョン）
妹じゃないけど妹のように大切にしている女の子の場所を電波で探し当てる変態技。
妹D51人力ファイヤー（いもうとデゴイチじんりきファイヤー）
妹への愛を燃やすことで、自転車をこいでいながら蒸気機関車並みのスピードを（あくまで人力で）出すという変態兄貴にしかできない技。
フライハイ妹ウィング（フライハイいもうとウィング）
妹への愛で固めた鳥の羽のような両手で空を羽ばたけたらいいなという、技というよりも変態兄貴の単なる妄想。

## 書誌情報
- シナリオ:しおたろう、原案・作画:鈴野哲次 『あゆまゆ』 秋田書店〈少年チャンピオン・コミックス〉、全5巻
  1. 2007年7月6日発売 ISBN 978-4-253-20495-8
  2. 2007年11月8日発売 ISBN 978-4-253-20496-5
  3. 2008年5月8日発売 ISBN 978-4-253-20497-2
  4. 2008年11月7日発売 ISBN 978-4-253-20498-9
  5. 2009年4月8日発売 ISBN 978-4-253-20499-6